# Thomas Bickel
Thomas Bickel (Aarberg, 6 de outubro de 1963) é um ex-futebolista profissional suíço que atuava como meio-campista.

## Carreira
Participou da Copa de 1994, único torneio oficial que disputou com a Suíça.
Tendo feito praticamente toda sua carreira no futebol suíço, principalmente com a camisa do Grasshopper, Bickel (que não tem parentesco com Alfred Bickel - que jogou as Copas de 1938 e 1950 e também ídolo do Grasshopper) jogou também por Biel-Bienne e Zürich.
Encerrou a carreira como jogador em 1997, quando defendia o clube japonês Vissel Kobe.